# Burgus Esztergom-Szentgyörgymező 1
Der Burgus Esztergom-Szentgyörgymező 1, in der neueren Literatur auch als Burgus Solva 1 bezeichnet, ist ein kleiner römischer Militärstandort, der als spätantiker Wohn- und Wachturm (Burgus) für die Kontrolle eines Donauabschnitts des pannonischen Limes (Limes Pannonicus) zuständig war. Der Strom bildete in weiten Abschnitten die römische Reichsgrenze. Die ergrabenen Reste der Anlage befinden sich in der Gemarkung von Esztergom-Szentgyörgymező (deutsch Georgenfeld) im ungarischen Komitat Komárom-Esztergom, nahe der Hauptstraße nach Budapest, am südlichen Ufer der Donau.

## Lage und Forschungsgeschichte

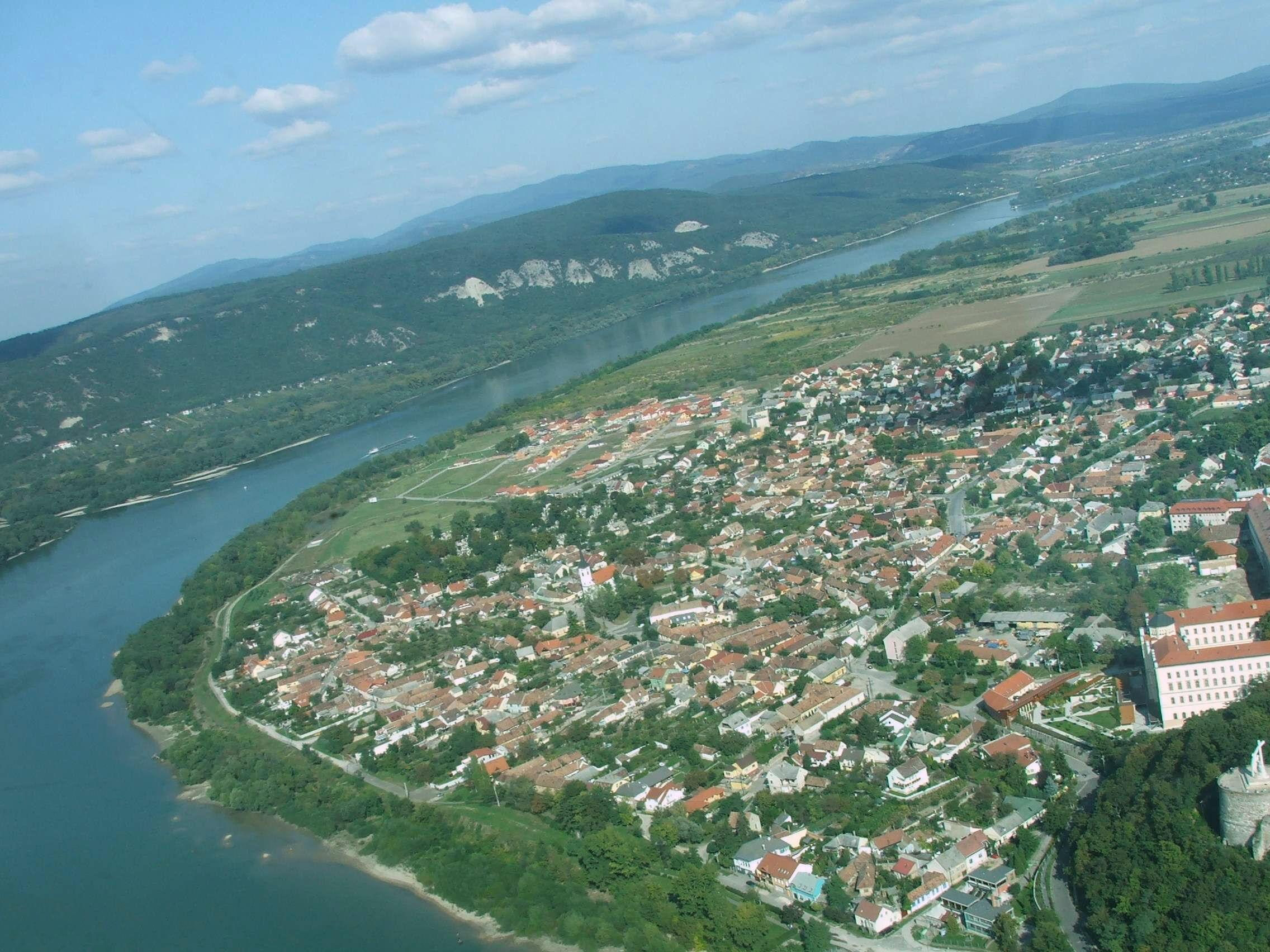
An dem hier zu sehenden Donauabschnitt mit dem Graner Burgberg ganz rechts, lagen fünf spätantike Burgi auf Sichtweite.

Der Burgus Solva 1, wie er sich nach den Grabungen von Sándor Soproni darstellte.

Wie Prospektionen und Luftbilder zeigten, war die antike Trasse der Limesstraße in diesem Abschnitt in der unmittelbaren Nähe des Donauufers geplant worden. Der Burgus Solva 1, in der Literatur auch als Wachturm Esztergom-Szentgyörgymező I. bekannt, lag 50 Meter landeinwärts in der Kehle eines Prallhangs nordwestlich des Kastells Esztergom. Er war der erste Wachturm, der östlich an den Garnisonsort Esztergom anschloss.
Bei vorangehenden Feldbegehungen, die der angekündigte Bau eines Donauwasserkraftwerk veranlasst hatte, wurde auf einem Acker römerzeitlicher Bauschutt entdeckt, den der Pflug immer wieder aus der Erde riss. Die Fläche umfasste 15 × 15 Meter. Aufgrund der unmittelbaren Bedrohung für das Bauwerk fand 1966 eine umfassende Ausgrabung durch den Archäologen Sándor Soproni (1926–1995) und die damaligen Studentinnen Andrea Vaday und Mária Albeker statt, bei der die Überreste eines spätantiken Wachturms erschlossen werden konnten.
2010 wurde der Burgus geophysikalisch untersucht.

## Baugeschichte

### Spätrömischer Wachturm
Durch anhaltende Bodenerosion und intensive neuzeitliche Ackerwirtschaft war der leicht trapezförmige Turm bereits sehr stark beschädigt. Soproni traf nur noch den Fundamentbereich des mit seinen vier Ecken fast genau nach den Haupthimmelsrichtungen ausgerichteten Gebäudes an. Das aufgehende Mauerwerk ließ sich lediglich durch den Mörtelabdruck auf der obersten Steinreihe des Fundaments rekonstruieren. Dieses Fundament besaß an allen vier Seiten unterschiedliche Stärken. Im Südwesten betrug diese Stärke 1,30 Meter, im Nordwesten 1,35 Meter, im Südosten 1,18 bis 1,24 Meter und im Nordosten 1,20 Meter. Der Steinturm umfasste im Aufgehenden 9,65 Meter an der Südwest- und Nordwestseite, 9,72 Meter an der Nordostmauer und maß an der Südostseite 9,62 Meter. Das lichte Maß der Südostmauer betrug 7,18 Meter, das der übrigen drei Seiten 7,20 Meter. Als Baustoff war der in dieser Region anstehende Andesit zum Einsatz gekommen, wobei teilweise auch gelblicher Sandstein vom Esztergomer Burgberg in Opus incertum mitverbaut wurde. Dem hochwertigen Mörtel waren starke schotterige Zuschläge beigemengt worden. Die Innen- und Außenseiten der Grundmauern waren mit diesem Mörtel abgestrichen worden.
Das den Turm umgebende Grabenwerk wurde mithilfe von vier Schnitten analysiert. Es wurde dabei deutlich, dass das Bauwerk von einem Kreisgraben umfasst wurde, der einen Radius von rund 16,50 Meter hatte. Der Abstand dieses Grabens zum Turm variierte dabei zwischen 7,50 bis 11,60 Metern. Die von der damaligen Geländeoberfläche aus vermessene Grabentiefe schwankte zwischen 1,50 und 1,80 Meter, wobei die Grabenbreite durchschnittlich 3,50 Meter betrug. Die Grabenverfüllung hob sich deutlich vom hellen Anstehenden ab. Sie bestand aus dunkelbraunem bis schwärzlichem Humus, der mit Mauerschutt vermengt war.

### Fundgut
Die Untersuchungen an dem Burgus erbrachten nur wenig Fundmaterial. Aufgrund des Geländegefälles zur Donau war das spätrömische Bodenniveau bereits vollständig aberodiert. Zeitlich eindeutig ansprechbar waren die Fragmente von spätantiken grauen Keramikgefäßen. Über diese Funde hinaus wurden ausschließlich zwanzig Tegulae-Ziegelstempel geborgen. Die vierzehn noch entzifferbaren Abdrücke ließen sich in vier Typen unterteilen. Drei Typen belegten die Stempel des Terentius dux, die in drei Varianten vorkamen, vom Tribunen Terentianus fanden sich fünf identische Stempel, während drei Fragmente nicht mehr zugeordnet werden konnten. Die während der Grabung vorgefundenen Imbrices wiesen keinerlei Stempelungen auf.
Die bekannten Amtszeiten des Terentius dux, der von 367/368 bis spätestens 371 n. Chr. als Oberkommandeur der spätantiken pannonischen Provinz Valeria für die Errichtung des Burgus zuständig war sowie die des Stabsoffiziers Terentianus, der auch noch unter dem Nachfolger des Terentius, dem Frigeridus dux in Valeria diente, datieren das Bauwerk recht genau.

### Spätrömische Bestattungen

#### Grab 1
Unmittelbar neben der Turmstelle wurden zwei Körpergräber freigelegt. Das nahe der Westecke des Turmes entdeckte Grab 1 mit einer erwachsenen männlichen Person lag in nur 40 Zentimetern Tiefe. Da sich keinerlei Bodenverfärbungen zeigten, konnte die Grabgrube archäologisch nicht aufgenommen werden. Der Körper war in linker Hockerlage niedergelegt worden und nordöstlich-südwestlich orientiert. Der Kopf des Verstorbenen befand sich im Nordosten, das Gesicht war nach Südosten gedreht. Beide Arme waren im Ellbogen stark angewinkelt, die rechte Hand lag auf dem Brustkorb, die linke vor dem Kinn. Dem Toten hatte man die Oberschenkel angezogen und die Unterschenkel leicht angewinkelt, wobei das linke Knie geringfügig höher lag als das rechte. An der linken Schläfe fand sich eine bronzene Zwiebelknopffibel, wie sie vom spätrömischen Militär genutzt wurde (Typ 7, Lányi 1972). Des Weiteren fand sich fünf Zentimeter vom Schädeldach entfernt eine vollkommen zerdrückte Perle und an einem Finger der linken Hand befand sich ein silberner Ring, der mit einer stark abgenutzten Gemme gefasst war. Ob der Tierknochen, der 20 Zentimeter vom Schädel entfernt lag, zu der Bestattung gehört hat, ist unsicher.

#### Grab 2
Ungefähr mittig zur südöstlichen Außenmauer des Burgus fand sich nahe dabei eine weitere Bestattung. Die Überreste wurden lediglich 25 Zentimeter unter der Ackerkrume freigelegt und waren entsprechend dieser Lage bereits stark gestört. Außer einem fragmentierten Schädel und Wirbelknochen konnte kein weiterer Befund festgestellt werden.

## Limesverlauf vom Burgus Esztergom-Szentgyörgymező 1 bis zum Kastell Esztergom-Hideglelőskereszt
Die Türme lagen zumeist stets nahe am südlichen Donauufer. Ihre Aufgabe war es, das weitgehend nicht besetzte Nordufer zu bewachen.
| Strecke | Name/Ort                                   | Beschreibung/Zustand |
| 2       | Esztergom-Szentgyörgymező (Burgus Solva 2) | Der als Wachturm Esztergom-Szentgyörgymező II bekannt gewordene Burgus lag 650 Meter östlich von Burgus Solva 1 gegenüber der Mündung der Gran. In der älteren Literatur wurde von zwei unmittelbar am Donauufer gelegenen Türmen gesprochen, die hier gestanden haben sollen. Auch Ziegelstempel wurden bereits publiziert, ohne dass es heute jedoch noch möglich wäre, diese einem bestimmten Turm zuzuordnen. Von einem Burgus unmittelbar über der Donau wurden die flussseitigen Mauern durch Abschwemmung zerstört. Seine in großen Trümmern losgelösten Mauerblöcke fanden sich am Fuß der Uferböschung. Bei seiner ersten teilweisen Aufdeckung durch den Archäologen Albin Balogh ließ sich nur noch eine vollständige Mauerseite mit einer lichten Weite von 8,25 Metern vermessen. Die in Opus incertum ausgeführte Burgusmauer aus örtlich anstehendem Andesit war im Aufgehenden zwischen 1 und 1,05 Meter, im Fundament 1,30 Meter stark. Der Ausgräber fand während der Untersuchung Ziegelstempel des Tribunen Caris. Später kamen an dieser Fundstelle auch spätrömische Gefäßscherben zu Tage und in den 1970er Jahren Stempel des Tribunen Lupicinus sowie erneut jene des Caris. Während der von Soproni 1987 erfolgten Nachuntersuchung wurde der Burgus erstmals vollständig aufgedeckt, wobei die noch 1 bis 1,5 Meter lang erhaltene Südseite mit dem ebenerdigen Eingang zutage kam. Neben vielen weiteren gestempelten Ziegeln mit der Marke des Caris wurden auch Centenionalis aus der Regierungszeit der Kaiser Constantius II. (337–360) und Valentinian I. (364–375) geborgen. Genauer datierbar ist auch die Tätigkeit des Tribunen Lupicinus in Valeria. Nach Lőrincz sind hierfür die Jahre nach 368 bzw. vor 377 n. Chr. anzusetzen. Fast zeitgleich ist auch die Tätigkeit des Caris einzuordnen. Auch dieser Burgus kann eindeutig der valentinianischen Zeit zugeschrieben werden. |
| 2       | Esztergom-Szentgyörgymező (Burgus Solva 3) | Die einzige vollständig erhaltene Seite des an der Uferböschung der Donau gelegenen Burgus Esztergom-Szentgyörgymező III, von dem nur noch ein 3 Meter breiter Streifen gesichert werden konnte, besaß eine lichte Weite von 7,9 Metern, ihre Mauern waren dort zwischen 1,1 und 1,15 Meter stark. Die geborgenen Ziegelstempel stammten von dem Tribunen Caris sowie von dem Oberkommandierenden Frigeridus dux. Damit lässt sich auch dieser Turm zum Bauprogramm des Kaisers Valentinian rechnen. |
| 2       | Esztergom-Szentgyörgymező (Burgus Solva 4) | Der Burgus Esztergom-Szentgyörgymező IV wurde durch die Donau weitgehend zerstört. Auch von diesem, aus lokalem Andesit in Opus incertum ausgeführten Posten ist nur die Südseite weitgehend erhalten geblieben und mit rund 10 Metern eingemessen worden. Dort fanden sich auch viele Bruchstücke von Dachziegeln. Aufgrund von Ziegelstempeln des Frigeridus dux sowie der auch von anderen valentinianischen Bauplätzen bekannten Marken des Tribunen Olimpus ist die Zeitstellung dieses Burgus gesichert. |
| 2       | Esztergom-Déda (Burgus Solva 5)            | Der Burgus Esztergom-Déda I, rund 800 Meter weiter östlich des vorhergehenden Burgus errichtet, wurde vor jeder wissenschaftlichen Untersuchung 1959/60 einem Hausbau geopfert. Der Grundbesitzer meinte später, dass die Fundamente des Burgus jenen von der Mündung des Búbánatvölgy (Burgus Solva 8) ähnlich gewesen sein sollen. Fundmaterial wurde von diesem Platz nicht bekannt. Neben dieser Auskunft bildet ein Kartenblatt der Josephinischen Landesaufnahme von 1771 eine wesentlich aussagekräftigere Forschungsgrundlage. Der Archäologe Zsolt Visy hat die dort wiedergegebene Zeichnung eines einseitig geöffneten Karrees beschrieben. Danach war auch dieser Burgus im 18. Jahrhundert bereits durch den Eisgang und Überschwemmungen der Donau zur Hälfte abgetragen worden. Die vollständig erhaltene Südseite des Militärpostens wurde mit einer Länge von 10 Metern angegeben, die nur noch teilweise erhaltene westliche und östliche Flankenmauer sollen damals noch 5 Meter lang und die Wände selbst 2 Meter stark gewesen sein. Bei der letzten Angabe liegt entweder ein Vermessungs- oder Wiedergabefehler zugrunde, da vergleichbare Burgi in aller Regel nicht so dicke Mauern besessen haben. Spätere Ausgaben der Landesaufnahme zeigen den Burgus nicht mehr. Offensichtlich war er zumindest noch um 1771 als Landmarke so hervorstechend, dass er Eingang in das Kartenwerk fand. |
| 2       | Esztergom-Déda (Burgus Solva 6)            | Rund 750 bis 800 Meter weiter östlich stand der Burgus Esztergom-Déda II auf einem 10 bis 12 Meter hohen Hügel über der Donau am Nordostrand des Esztergomer Stadtteils Szamárhegy (Eselsberg). Die Nordhälfte des Hügels, und mit ihr auch die entsprechende Hälfte des Burgus wurde während des Ausbaus der Landstraße 11 zerstört. Der Schnitt durch den Hügel ermöglichte einen Blick auf das archäologische Stratum mit einem 12 bis 14 Meter langen Streifen von Dachziegel- und Mauerwerksschutt. Neben spätrömischen Keramikscherben konnte ein singulärer Stempel des Tribuns Lupicinius gesichert werden. Die Befunden sprechen gleichfalls für eine Errichtung des Militärpostens in valentinianischer Zeit. |
| 2       | Esztergom-Búbánatvölgy (Burgus Solva 7)    | 470 Meter von dem vorherigen Wachposten entfernt liegt unmittelbar an der Uferböschung zur Donau nördlich der Landstraße 11 der Burgus Búbánatvölgy I. Von ihm hat sich ein nordsüdlich orientierter Mauerrest erhalten, der nach Osten rechtwinklig abknickt und damit die Südwestecke bildet. Der größte Teil des Burgus ist bereits durch den Fluss zerstört worden. Die erhaltenen Baureste brechen an der stetig erodierenden Uferböschung ab. Aufgrund der im Bauschutt gefundenen Dachziegel und der spätantiken Keramikscherben liegt eine Errichtung unter Kaiser Valentinian nahe. |
| 2       | Esztergom-Búbánatvölgy (Burgus Solva 8)    | Im Donau-Mündungsbereich des Búbánat-Tals (Kummertal) wurde schon vor 1914 rund 50 Meter östlich des Baches der annähernd quadratische Burgus Búbánatvölgy II ergraben. Er befindet sich rund 430 Meter vom Burgus Solva 7 entfernt nördlich der Landstraße 11. Seine lichte Weite betrug 7,14 (Nord-Süd-Richtung) × 7,18 Meter (Ost-West-Richtung) und das aufgehende Mauerwerk war 1 Meter breit. Im Fundamentbereich wurden 1,20 Meter (Nordmauer), 1,10 Meter (Ostmauer), 1,24 Meter (Südmauer) und 1,40 Meter (Westmauer) gemessen. Der ebenerdige Zugang zum Burgus befand sich – wie üblich – an der zur Donau abgewandten Südseite. Das Mauerwerk wurde in Opus incertum aus örtlich vorkommendem Andesit errichtet und war an der Nordfront noch bis zu 0,70 Meter hoch erhalten. Datierbare Funde kamen während der Grabung nicht zu Tage. Im Vergleich mit vielen weiteren ähnlichen Fundstellen kann der Bau jedoch ebenfalls der valentinianischen Bautätigkeit zugesprochen werden. Dieser Burgus, der heute in einem Garten liegt, ist der Einzige an diesem Abschnitt, von dem noch sichtbare Reste erhalten sind. Wie Oberflächenfunde aus dem Areal zeigen, ist hier noch mit einem mittelkaiserzeitlichen Wachturm aus dem 2. Jahrhundert n. Chr. zu rechnen. |
| 2       | Helemba – Hellenbach (Burgus Solva 30)     | Zusammen mit seinem Kollegen Titus Kolník gelang es Soproni im Jahr 1958 während einer Prospektion gegenüber dem Kastell Esztergom–Hideglelőskereszt, einen im Barbaricum gelegenen Burgus in der Gemarkung von Hellenbach festzustellen, der zunächst auch als Wachturm 40 bekannt wurde. Der unmittelbar am Donauufer im Quadenland erbaute Posten war zum Zeitpunkt der Entdeckung in einer ausgewaschenen Uferböschung durch eine elf Meter lange Spur römischen Bauschutts auszumachen, die der Fluss nach dem Untergraben des Turmfundaments hinterlassen hatte. Die Archäologen mutmaßten anhand der Befunde einen rund 10 × 10 Meter großen Standort, der im Zuge des von Kaiser Valentinian I. initiierten Grenzausbauprogrammes errichtet worden war. |
| 2       | Esztergom–Hideglelőskereszt                | Auf einem Berg östlich des Búbánat-Tals über der Donau lag das über die Limesstraße erreichbare spätantike Kastell Esztergom-Hideglelőskereszt. |

## Denkmalschutz
Die Denkmäler Ungarns sind nach dem Gesetz Nr. LXIV aus dem Jahr 2001 durch den Eintrag in das Denkmalregister unter Schutz gestellt. Der Burgus Leányfalu sowie alle anderen Limesanlagen gehören als archäologische Fundstätten nach § 3.1 zum national wertvollen Kulturgut. Alle Funde sind nach § 2.1 Staatseigentum, egal an welcher Stelle der Fundort liegt. Verstöße gegen die Ausfuhrregelungen gelten als Straftat bzw. Verbrechen und werden mit Freiheitsentzug von bis zu drei Jahren bestraft.